# William Bluske Castellanos
William Bluske Castellanos (* 1928 in Tarija; † 2005) war ein bolivianischer Politiker und Diplomat.

## Leben
William Bluske Castellanos war von 1979 bis 1980 Senator der Movimiento Nacionalista Revolucionario für das Departamento Tarija. Am 4. August 1981, zum Zeitpunkt des Putsches von Luis García Meza Tejada, war er Botschafter von Lidia Gueiler Tejada in Madrid.
Er war Töpfer und Präfekt des Departamento Tarija. Sein Buch Subdesarrollo Y Felicidad gilt als Vademecum des Departamento Tarija.